# San Dionisio (El Salvador)
San Dionisio è un comune del dipartimento di Usulután, in El Salvador.